# Рявкіно
Ря́вкіно (каз. Рявкин) — село у складі району Магжана Жумабаєва Північноказахстанської області Казахстану. Входить до складу Байтерецького сільського округу.
Населення — 47 осіб (2021; 82 у 2009, 256 у 1999, 461 у 1989).
Національний склад станом на 1989 рік:
- росіяни — 46 %
- німці — 28 %.

Колишня назва — Рябкіно.